# Xevtxénkove (Crimea)
|  | Per a altres significats, vegeu «Xevtxénkove». |

Xevtxénkove (en (ucraïnès): Шевченкове, en rus: Шевченково) és un poble de la República Autònoma de Crimea a Ucraïna, que el 2014 tenia 942 habitants. Pertany al districte de Bakhtxissarai. Fins al 1948 la vila es deia Kodjuk-Elí.